# Ancistrocerus fasciaticollis
Ancistrocerus fasciaticollis är en stekelart som beskrevs av Giordani Soika 1974. Ancistrocerus fasciaticollis ingår i släktet murargetingar, och familjen Eumenidae. Utöver nominatformen finns också underarten A. f. flavocaudatus.